# 2024-es észak-amerikai női labdarúgó-bajnokság (első osztály)
A 2024-es észak-amerikai női labdarúgó-bajnokság első osztálya (hivatalos nevén: National Women’s Soccer League) a észak-amerikai női országos bajnokságok 18. szezonja. A kiírást tizennégy csapat részvételével rendezték. A bajnokság alapszakaszában mindegyik csapat két alkalommal mérkőzött meg egymással, és a pontvadászat első helyezettje részesült az NWSL Shield díjában. A rájátszásban az alapszakasz első hat helyezettje kieséses rendszerben döntötte el a bajnoki címet (Championship).

## A bajnokság csapatai

### Csapatváltozások
| Létszámbővítés        |
| --------------------- |
| Bay FC Utah Royals FC |

### Csapatok adatai
| Klub                   | Település   | Stadion              | Férőhely | Vezetőedző                   | 2023-as helyezés |
| ---------------------- | ----------- | -------------------- | -------- | ---------------------------- | ---------------- |
| Angel City FC          | Los Angeles | BMO Stadium          | 22 000   | Becki Tweed                  | Negyeddöntős     |
| Bay FC                 | San José    | PayPal Park          | 18 000   | Albertin Montoya             | ÚJ FRANCHISE     |
| Chicago Red Stars      | Bridgeview  | SeatGeek Stadium     | 20 000   | Lorne Donaldson              | 12.              |
| Houston Dash           | Houston     | Shell Energy Stadium | 7 000    | Fran Alonso                  | 10.              |
| Kansas City Current    | Kansas City | CPKC Stadium         | 11 500   | Vlatko Andonovski            | 11.              |
| NJ/NY Gotham FC        | Harrison    | Red Bull Arena       | 25 000   | Juan Carlos Amorós           | 1.               |
| North Carolina Courage | Cary        | WakeMed Soccer Park  | 10 000   | Sean Nahas                   | Negyeddöntős     |
| Orlando Pride          | Orlando     | Inter&Co Stadium     | 25 500   | Seb Hines                    | 7.               |
| Portland Thorns FC     | Portland    | Providence Park      | 25 218   | Rob Gale                     | Elődöntős        |
| Racing Louisville FC   | Louisville  | Lynn Family Stadium  | 11 700   | Beverly Yanez                | 9.               |
| San Diego Wave FC      | San Diego   | Snapdragon Stadium   | 32 000   | Landon Donovan (megbízott)   | Elődöntős        |
| Seattle Reign FC       | Seattle     | Lumen Field          | 10 000   | Laura Harvey                 | 2.               |
| Utah Royals FC         | Sandy       | America First Field  | 20 213   | Jimmy Coenraedts (megbízott) | ÚJ FRANCHISE     |
| Washington Spirit      | Washington  | Audi Field           | 20 000   | Jonatan Giráldez (megbízott) | 8.               |

## Tabella
| Hely. | Csapat                 | M  | Gy | D | V  | G+ | G– | Gk  | P  | Megjegyzés  |
| ----- | ---------------------- | -- | -- | - | -- | -- | -- | --- | -- | ----------- |
| 1.    | Orlando Pride          | 26 | 18 | 6 | 2  | 46 | 20 | +26 | 60 | NWSL Shield |
| 2.    | Washington Spirit      | 26 | 18 | 2 | 6  | 51 | 28 | +23 | 56 | Rájátszás   |
| 3.    | NJ/NY Gotham CV        | 26 | 17 | 5 | 4  | 41 | 20 | +21 | 56 | Rájátszás   |
| 4.    | Kansas City Current    | 26 | 16 | 7 | 3  | 57 | 31 | +26 | 55 | Rájátszás   |
| 5.    | North Carolina Courage | 26 | 12 | 3 | 11 | 34 | 28 | +6  | 39 | Rájátszás   |
| 6.    | Portland Thorns        | 26 | 10 | 4 | 12 | 37 | 35 | +2  | 34 | Rájátszás   |
| 7.    | Bay FC                 | 26 | 11 | 1 | 14 | 31 | 41 | −10 | 34 | Rájátszás   |
| 8.    | Chicago Red Stars      | 26 | 10 | 2 | 14 | 31 | 38 | −7  | 32 |             |
| 9.    | Racing Louisville      | 26 | 7  | 7 | 12 | 33 | 39 | −6  | 28 |             |
| 10.   | San Diego Wave S KGY   | 26 | 6  | 7 | 13 | 24 | 35 | −11 | 25 |             |
| 11.   | Utah Royals            | 26 | 7  | 4 | 15 | 22 | 40 | −18 | 25 |             |
| 12.   | Angel City             | 26 | 7  | 6 | 13 | 29 | 42 | −13 | 27 |             |
| 13.   | Seattle Reign          | 26 | 6  | 5 | 15 | 27 | 44 | −17 | 23 |             |
| 14.   | Houston Dash           | 26 | 5  | 5 | 16 | 20 | 42 | −22 | 20 |             |

### Helyezések fordulónként
| Csapat ╲ Forduló       | 1          | 2  | 3  | 4  | 5  | 6  | 7  | 8  | 9  | 10 | 11 | 12 | 13 | 14 | 15 | 16 | 17 | 18 | 19 | 20 | 21 | 22 | 23 | 24 | 25 | 26 |  |
| ---------------------- | ---------- | -- | -- | -- | -- | -- | -- | -- | -- | -- | -- | -- | -- | -- | -- | -- | -- | -- | -- | -- | -- | -- | -- | -- | -- | -- |  |
| Csapat ╲ Forduló       | Angel City | 11 | 11 | 14 | 10 | 7  | 9  | 7  | 9  | 9  | 11 | 12 | 11 | 10 | 10 | 11 | 11 | 9  |    |    |    |    |    |    |    |    |  |
| Bay                    | 5          | 7  | 10 | 6  | 8  | 10 | 12 | 13 | 11 | 12 | 10 | 12 | 11 | 11 | 8  | 8  | 10 |    |    |    |    |    |    |    |    |    |  |
| Chicago Red Stars      | 2          | 1  | 2  | 4  | 3  | 5  | 5  | 5  | 5  | 6  | 6  | 6  | 7  | 7  | 7  | 7  | 7  |    |    |    |    |    |    |    |    |    |  |
| Houston Dash           | 14         | 12 | 5  | 11 | 12 | 12 | 13 | 10 | 12 | 10 | 11 | 10 | 12 | 12 | 12 | 12 | 13 |    |    |    |    |    |    |    |    |    |  |
| Kansas City Current    | 3          | 2  | 1  | 1  | 1  | 1  | 2  | 1  | 2  | 2  | 1  | 1  | 1  | 1  | 1  | 2  | 3  |    |    |    |    |    |    |    |    |    |  |
| NJ/NY Gotham           | 8          | 4  | 7  | 7  | 11 | 11 | 9  | 7  | 7  | 5  | 5  | 4  | 4  | 4  | 4  | 4  | 4  |    |    |    |    |    |    |    |    |    |  |
| North Carolina Courage | 1          | 3  | 3  | 2  | 4  | 2  | 6  | 6  | 6  | 7  | 8  | 7  | 6  | 6  | 6  | 6  | 6  |    |    |    |    |    |    |    |    |    |  |
| Orlando Pride          | 6          | 9  | 8  | 5  | 5  | 4  | 1  | 2  | 1  | 1  | 2  | 2  | 2  | 2  | 2  | 1  | 1  |    |    |    |    |    |    |    |    |    |  |
| Portland Thorns        | 10         | 14 | 13 | 14 | 9  | 7  | 4  | 4  | 4  | 4  | 4  | 5  | 5  | 5  | 5  | 5  | 5  |    |    |    |    |    |    |    |    |    |  |
| Racing Louisville      | 7          | 10 | 9  | 9  | 6  | 6  | 8  | 11 | 10 | 8  | 7  | 8  | 8  | 8  | 9  | 9  | 8  |    |    |    |    |    |    |    |    |    |  |
| San Diego Wave         | 9          | 13 | 6  | 8  | 10 | 8  | 10 | 8  | 8  | 9  | 9  | 9  | 9  | 9  | 10 | 10 | 11 |    |    |    |    |    |    |    |    |    |  |
| Seattle Reign          | 4          | 5  | 11 | 12 | 13 | 14 | 11 | 12 | 13 | 13 | 13 | 13 | 13 | 13 | 13 | 13 | 12 |    |    |    |    |    |    |    |    |    |  |
| Utah Royals            | 13         | 8  | 12 | 13 | 14 | 13 | 14 | 14 | 14 | 14 | 14 | 14 | 14 | 14 | 14 | 14 | 14 |    |    |    |    |    |    |    |    |    |  |
| Washington Spirit      | 12         | 6  | 4  | 3  | 2  | 3  | 3  | 3  | 3  | 3  | 3  | 3  | 3  | 3  | 3  | 3  | 2  |    |    |    |    |    |    |    |    |    |  |

## Statisztikák

### Góllövőlista
| Gól | Név             | Csapat              |
| --- | --------------- | ------------------- |
| 20  | Temwa Chawinga  | Kansas City Current |
| 13  | Barbra Banda    | Orlando Pride       |
| 12  | Sophia Smith    | Portland Thorns     |
| 9   | Esther González | NJ/NY Gotham        |
| 9   | Marta           | Orlando Pride       |
| 8   | Bethany Balcer  | Két csapat          |
| 8   | Trinity Rodman  | Washington Spirit   |
| 8   | Ouleymata Sarr  | Washington Spirit   |
| 7   | Claire Emslie   | Angel City          |
| 7   | Ashley Hatch    | Washington Spirit   |
| 7   | Rose Lavelle    | NJ/NY Gotham        |
| 7   | Sydney Leroux   | Angel City          |
| 7   | Asisat Oshoala  | Bay FC              |
| 7   | Ally Schlegel   | Chicago Red Stars   |
| 7   | Ella Stevens    | NJ/NY Gotham        |
| 7   | Mallory Swanson | Chicago Red Stars   |

### Kapott gól nélküli mérkőzések
| Mérk. | Név             | Csapat                 |
| ----- | --------------- | ---------------------- |
| 2     | Katie Lund      | Racing Louisville      |
| 2     | Anna Moorhouse  | Orlando Pride          |
| 2     | Casey Murphy    | North Carolina Courage |
| 2     | Kailen Sheridan | San Diego Wave         |
| 1     | Jane Campbell   | Houston Dash           |
| 1     | Claudia Dickey  | Seattle Reign          |
| 1     | Aubry Kingsbury | Washington Spirit      |
| 1     | Cassie Miller   | NJ/NY Gotham           |
| 1     | Alissa Naeher   | Chicago Red Stars      |
| 1     | Lysianne Proulx | Bay FC                 |